# Kolab
Kolab est un logiciel de groupe libre. Il permet notamment de gérer les emails, agendas et carnets d'adresses d'une organisation.

## Idée fondatrice
L'idée originale de Kolab consiste à tout stocker dans un serveur IMAP : non seulement le courrier électronique, mais aussi les carnets d'adresses, notes, agendas, fichiers, etc. Ces entrées sont enregistrées dans des répertoires IMAP, dont le serveur gère les droits d'accès, la synchronisation du client, ainsi que les accès simultanés par plusieurs clients.

## Technologies
Kolab utilise des normes ouvertes répandues afin d'être compatible avec les logiciels génériques.
Les clients de messagerie communiquent avec un serveur Kolab via les protocoles cardDAV et calDAV dans les formats xCard et xCal (les versions XML de vCard et iCalendar).
Tout le stockage (emails, fichiers, configurations utilisateurs, etc.) est fait via IMAP : Cyrus ou Dovecot
La configuration et la gestion utilise un annuaire LDAP : 389 Directory Server ou OpenLDAP
Sont aussi utilisés :
- Postfix, ClamAV, AMaViSd et SpamAssassin
- Apache httpd, PHP, Smarty
- MySQL
- SASL
- OpenSSL
- Python

## Fonctionnalités
Une liste détaillée est présentée sur le site de MyKolab, le service d'hébergement payant basé sur Kolab.

### Générales
- Client natif basé sur Kontact pour toutes les plateformes[5]
- L'utilisation de formats ouverts permet l'accès depuis n'importe quel client de messagerie, comme Thunderbird ou Outlook
- Synchronisation avec appareils mobiles, via ActiveSync ou CalDAV et CardDAV
- Permet de déléguer la messagerie, les calendriers et les tâches
- Stockage de fichiers
- Gestionnaires de tâches et de notes
- Interface d'administration web
- Possibilité de haute disponibilité et de plan de reprise d'activité

### Messagerie
- Roundcube utilisé comme webmail (anciennement c'était Horde)
- Affichage en fil de discussion
- Intégration native du module Fichiers
- Filtrage côté serveur
- Support du chiffrement par PGP/MIME et S/MIME
- Protocoles POP3 et IMAP

### Carnet d'adresses
- Carnet d'adresses global
- Carnets d'adresses multiples et partageables
- Protocole CardDAV, format xCard (vCard en XML)

### Agenda
- Vérification de la disponibilité des participants
- Invitation des participants
- Calendriers multiples
- Différents affichages du calendrier : jour, semaine, mois et liste
- Gestion des ressources (salles de réunion, voitures, vidéoprojecteurs, etc.)
- Protocole CalDAV, format xCal (iCalendar en XML)

## Principaux acteurs
- Office fédéral de la sécurité des technologies de l'information : administration allemande à l'origine de la demande de création de Kolab[6].
- Consortium Kolab (Allemagne) : composé des trois entreprises suivantes[7] :
  - Intevention GmbH (Osnabrück, Allemagne) : gestion de projet et de l'assurance qualité.
  - Erfrakon (Stuttgart, Allemagne) : conception, architecture et implémentation du serveur Kolab1.
  - KDAB (Hagfors, Suède) : implémentation du client et du serveur Kolab2.

## Histoire
(janvier 2015).
2002 à 2005
2002 : Kolab1 et Kroupware sont conçus en utilisant les formats ICal et vCard, afin de stocker des rendez-vous, adresses, tâches et notes dans un serveur IMAP.
2003 : Kolab 1.0 est publié.
2003 : Kolab1 KDE Client, basé sur Kontact, est développé.
2003 : Le premier connecteur Outlook est développé.
2004 : Aethera (un logiciel de messagerie multiplateforme) est rendu compatible avec Kolab1.
2004 : Citadel/UX (en) est rendu compatible avec Kolab1.
2004 : Kolab2 est une révision complète de la conception et est extensible.
2004 : Le client Kroupware mûri et est porté vers Kontact de KDE.
2005 : Kolab 2.0 est publié.
2005 : Un deuxième connecteur Outlook est proposé.
2005 : Le projet SyncKolab est démarré pour Mozilla Thunderbird.
2006 à 2010
2006 : Kolab 2.1 est développé avec de nombreuses améliorations et extensions par rapport à Kolab 2.0, notamment la prise en charge de plusieurs domaines de messagerie sur une seule instance.
2007 : Kolab 2.1 est publié.
2007 : Kolab 2.2 est conçu en intégrant le webmail Horde.
2007 : Un troisième connecteur Outlook est proposé.
2008 : SyncKolab 1.0 est publié.
2008 : Kolab 2.2 est publié.
2009 : Kolab 2.2.1, 2.2.2 et 2.2.3 sont publiés.
2010 : SyncKolab 1.5 pour Thunderbird 3 & Seamonkey 2 est publié.
2010 : Kolab 2.2.4 est publié.
2011 à 2015
2011 : Kolab 2.3.0, 2.3.1, 2.3.2, 2.3.3 et 2.3.4 sont publiés.
2012 : SyncKolab 3.0.0 est publié.
2013 : Kolab 3.0, 3.1 sont publiés.
2014 : Kolab 3.2, 3.3 sont publiés.

## Critiques
En 2015, Kolab Systems, maintenant connue sous le nom de Apheleia IT AG, a collecté approximativement 103 000 dollars via une campagne de financement participatif pour mettre à niveau le client email Roundcube vers "Roundcube Next". Cependant, le travail n'a jamais été terminé. Thomas Bruederli, le mainteneur de la campagne de financement participatif, a bloqué toute requête d'information à propos du statut de la campagne. 

## Logiciels complémentaires
Client de messagerie :
- Kontact
- Thunderbird et son module Lightning

Connecteur libre pour Thunderbird et Lightning :
- SyncKolab[19]

Connecteurs propriétaires pour Outlook :
- Toltec Connector[20]
- KONSEC Connector[21]
- Bynari Insight Connector[22]